# Mon ange (série télévisée, 2021)
Pour les articles homonymes, voir Mon ange (homonymie).
Production
Diffusion
Mon ange est une mini-série française en quatre épisodes de 52 minutes créée par Négar Djavadi et Julien Guérif, diffusée depuis le 16 décembre 2021 sur Salto et depuis le 6 janvier 2022 sur la chaîne TF1.
En Suisse, elle est diffusée depuis le 29 octobre 2021 sur RTS Un. En Belgique, elle est diffusée sur La Une, à partir du 28 octobre 2021.

## Synopsis
Suzanne Brunet recherche toujours désespérément Julie, sa fille, disparue depuis 8 ans à l'âge de 17 ans. Que s'est-il passé ? Disparation volontaire ? Enlèvement ? Est-elle toujours vivante ?
Elle n'a plus aucune trace d'elle jusqu'au jour où elle trouve par hasard un ancien article d'une manifestation paysanne illustré avec une photo où elle reconnait sa fille. Suzanne décide de partir dans ce village situé à environ 100 km de chez elle, bien décidée à retrouver sa fille.
Mais les habitants ne vont pas lui faciliter la tâche dans ce coin paisible où rien ne se passe…

## Distribution

### Acteurs principaux
- Muriel Robin : Suzanne Brunet
- Marilou Berry : la capitaine Gabrielle Varan
- Patrick Chesnais : le commissaire Paul Varan, père de Gabrielle
- Mickaël Lumière : Maxime Varan, frère de Gabrielle
- Erika Sainte : Nadine Bastien
- Mhamed Arezki : Mehdi Bastien
- Alexandra Vandernoot : Stéphanie Mojean
- Romane Jolly : Julie Castro
- Nathanaël Beausivoir : Thierry
- Jordi Le Bolloc’h : Hugo Mojean
- Max Libert : Félix Tousseau
- Louisiane Gouverneur : Anaîs Girard
- Clara Guipont : Laurie
- Mathieu Spinosi : Xavier Kara
- Alexis Moncorgé : Nicolas
- Nicolas Jouhet : Eric Desner
- Pauline Briand : Céleste
- Chloé Renaud : Violette
- Alexis Loizon : Raphaêl Mojean
- Véronique Boulanger : Nicolas Fiorelli
- Thierry Levaret : Arnaud Fiorelli
- Daniel Njo Lobé : Manu, le prêtre

## Production

### Tournage
Le tournage a lieu en Haute-Loire dans les communes du Le Chambon-sur-Lignon, de Tence et de Sainte-Sigolène et commence mi-avril 2021.

### Fiche technique
Sauf indication contraire, les informations mentionnées dans cette section peuvent être confirmées par la base de données cinématographiques Allociné,  présente dans la section « Liens externes ».
- Titre original : Mon ange
- Création et scénario : Négar Djavadi et Julien Guérif,
- Réalisation : Arnaud Mercadier
- Musique : Brice Davoli
- Décors : Daniel Schietse[4]
- Costumes : Charlotte Betaillole[4]
- Photographie : n/a
- Montage : Bénédicte Cazauran et Sarah Ternat
- Production : Karine Evrad et Frank Calderon
- Sociétés de production : UGC Fiction ; TF1 Production (co-production)
- Société de distribution : TF1 Distribution
- Pays de production :  France
- Langue originale : français
- Format : couleur, haute définition
- Genre : thriller dramatique
- Durée : 52 minutes

## Diffusion
En France, Salto lance la mini-série, le 16 décembre 2021 sur Salto, avant la diffusion télévisuelle à partir du 6 janvier 2022 sur TF1.
En Suisse, elle est diffusée sur RTS Un.
En Belgique, elle est diffusée sur La Une, à partir du 28 octobre 2021.

## Épisodes
La série comporte quatre épisodes.
Épisode 1
Suzanne Brunet, originaire de Tours est une femme dévastée par la disparition de sa fille Julie. Elle décide de venir dans le village de Lignon, dernier lieu où a été aperçu la disparue. Elle s'étonne en arrivant que personne ne semble connaître sa fille.
Épisode 2
Épisode 3
Épisode 4

## Audiences en France
| 1              | Jeudi 6 janvier 2022  | 21:05 - 22:00  | 4 958 000 | 23,1 % | 1er | [ 5 ] |  |  |  |  |  |  |  |
| 2              | Jeudi 6 janvier 2022  | 22:00 - 22:55  | 4 596 000 | 26,1 % | 1er | [ 5 ] |  |  |  |  |  |  |  |
|                |                       |                |           |        |     |       |  |  |  |  |  |  |  |
| 3              | Jeudi 13 janvier 2022 | 21:05 - 22:00  | 4 600 000 | 20,8 % | 1er | [ 6 ] |  |  |  |  |  |  |  |
| 4              | Jeudi 13 janvier 2022 | 22:00 - 22:55  | 4 208 000 | 23,7 % | 1er | [ 6 ] |  |  |  |  |  |  |  |
| Moyenne finale | Moyenne finale        | Moyenne finale | 4 590 500 | 23,4 % | -   |       |  |  |  |  |  |  |  |

- Le plus haut chiffre d'audience
- Le plus bas chiffre d'audience

## Distinction
- Festival de la fiction TV de La Rochelle 2021 : Meilleure mini série de 52/90 minutes[7]